# Pfahlgründung

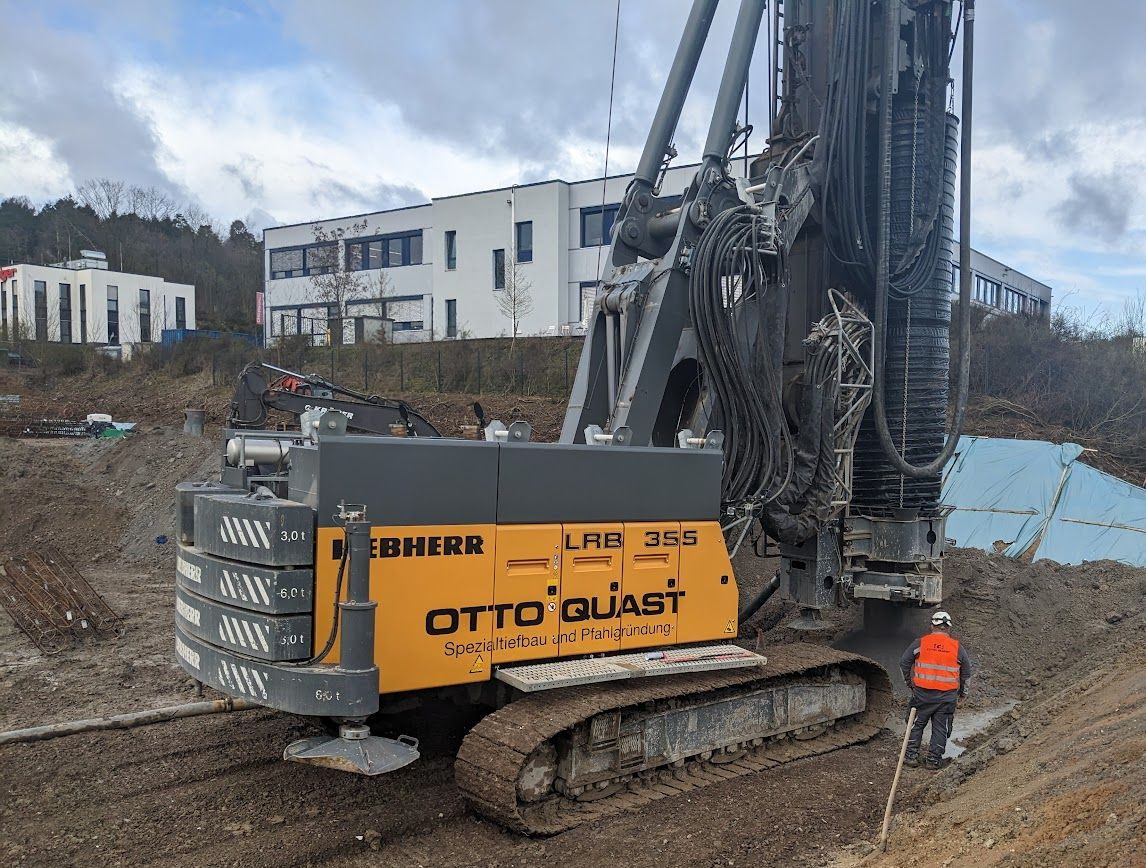
Drehbohrgerät Liebherr LRB 355 bei der Herstellung von Doppelkopfbohrpfählen.

Als Pfahlgründung wird in der Bauausführung eine Variante der Tiefgründung bezeichnet. Mit ihr können die Lasten von Tragwerken in tiefere, tragfähige Bodenschichten abgetragen werden. Nicht oder schlecht tragfähige Bodenschichten werden mit Pfählen überbrückt.
Bei der Pfahlgründung werden Pfähle (früher im Wasserbau sowie in Österreich auch Piloten genannt) in den Baugrund gebohrt oder gerammt, bis eine ausreichend tragfähige Boden- oder Gesteinsschicht erreicht ist. Die Lasten des Tragwerkes werden dann zum einen durch die Reibung des Pfahls mit dem Baugrund (Mantelreibung) und zum anderen über den Spitzendruck der Pfähle abgetragen.
Das Pfahlfundament ist ein Baukonstruktionselement im Bauwesen und zugleich derjenige Teil der Gründung, welcher nach Bodenaustausch und Bodenverbesserung in Form einer Fundamentplatte (Pfahlplatte) auf dem Baugrund aufgebaut wird und dessen Pfahlkomponenten in die tieferen Schichten des Baugrunds hinabreichend eingearbeitet werden, um die Gewichtskräfte des Bauwerks schwerkraftbedingt in die Tiefe des Baugrunds hineinzuleiten.
Wird bei der Einleitung von Bauwerkslasten in den Baugrund sowohl die Tragwirkung der Pfähle als auch der darüberliegenden Fundamentplatte (Pfahlplatte) berücksichtigt, dann wird das als „kombinierte Pfahl-Platten-Gründung“ bezeichnet.

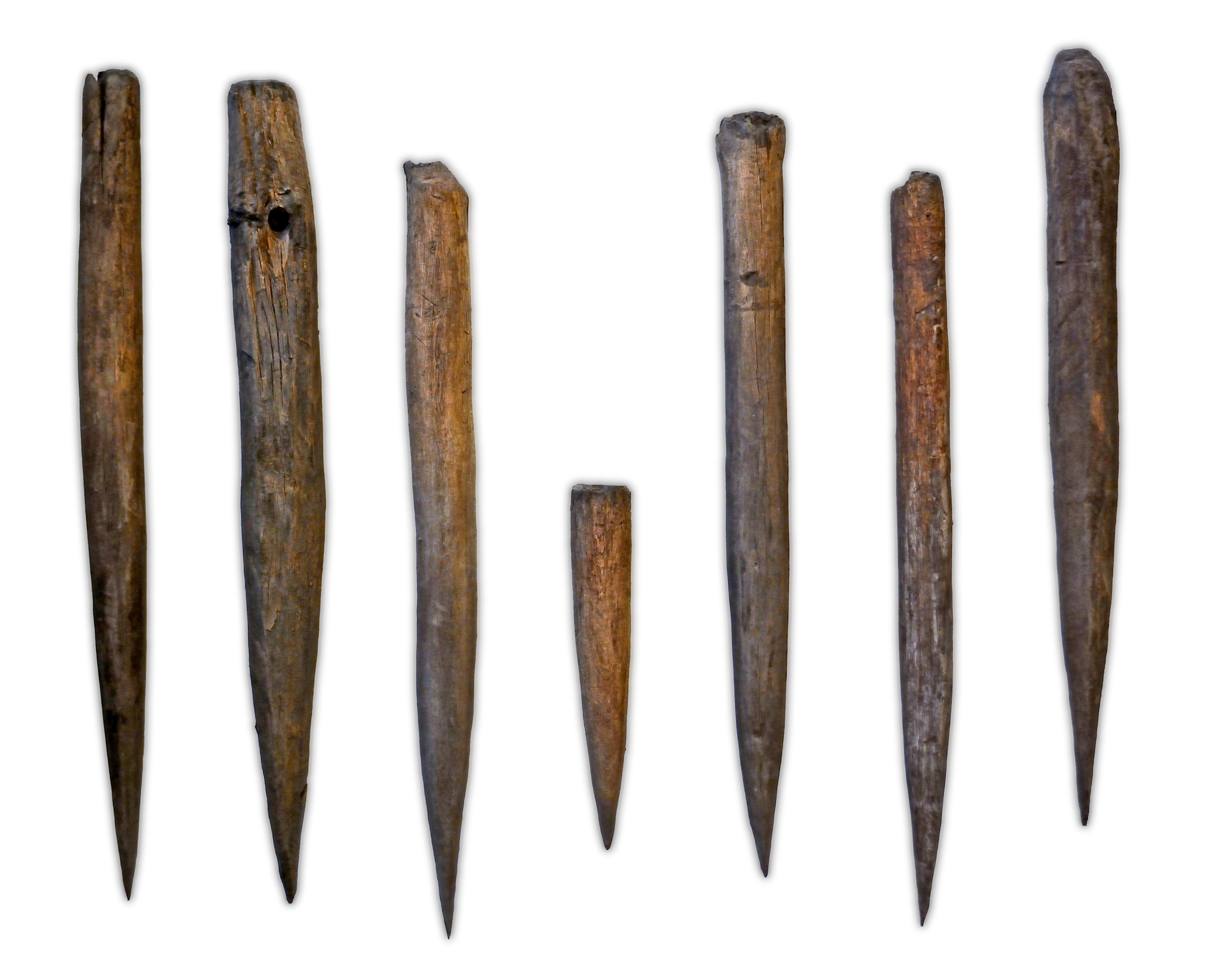
Hölzerne Gründungspfähle der ehemaligen römischen Therme in Xanten, ausgestellt im RömerMuseum Xanten

## Geschichte
Bis Ende des 19. Jahrhunderts (und heute noch bei kleineren Bauten, wie Bootsschuppen) wurden angespitzte Holzpfähle oder Baumstämme in den Boden getrieben. An der Spitze dieser Pfähle war häufig ein eiserner Beschlag, der sogenannte Pfahlschuh (österreichisch auch Pfostenschuh), angebracht, der das Einschlagen der Pfähle auch in festeren Untergrund ermöglichte. Manchmal wurden die auf gleicher Höhe abgesägten Pfähle durch aufgelegte Balken verbunden. Der so entstandene Pfahlrost diente dann als Auflage für Mauerwerk. Der Emile-Béthouart-Steg in Innsbruck hat Steinpfeiler, die auf hölzernen Pfahlrosten fußen, doch nach 2000 wurden die Fundamente nachbearbeitet.
Holzpfähle sind äußerst haltbar, solange sie dauernd im Wasser stehen, selbst aus römischer Zeit stammende und bis heute unbeschädigte Pfähle sind bekannt. Holzpfähle in Wasserwechselzonen, also z. B. an Standorten mit wechselnden Grundwasserständen, verrotten hingegen, wenn eine nichtgeeignete Holzart verwendet wird. Dies kann auch durch langfristige Grundwassersenkungen geschehen, wie sie beispielsweise durch Bergbau, Flussregulierungen oder zunehmende Überbauung und damit Versiegelung eines Gebiets eintreten, weshalb insbesondere historische Bauten vor solchen Maßnahmen auf eventuell vorhandene Pfahlgründungen überprüft werden müssen. Das Verfaulen der Pfahlgründung kann zu erheblichen Schäden am Gebäude führen, wie beispielsweise beim Trierer Dom. Als größte Pfahlgründung gilt Venedig, wo die ganze Stadt im Laufe von Jahrhunderten auf hunderttausenden Baumstämmen gegründet wurde. Aber viele weitere, alte wie neue Gebäude wie etwa das Königliche Palais in Amsterdam und die alten Lagerhäuser der Speicherstadt in Hamburg stehen auf Holzpfählen.
Heute werden teilweise (aber wegen mangelnder Festigkeit nicht in Deutschland) Stampfbetonsäulen, also Säulen aus unbewehrtem Beton, verwendet.
Gründungspfähle können auch thermisch aktiviert werden. Diese Energiepfähle funktionieren dann ähnlich wie Erdwärmesonden.

## Verschiedene Pfahlarten

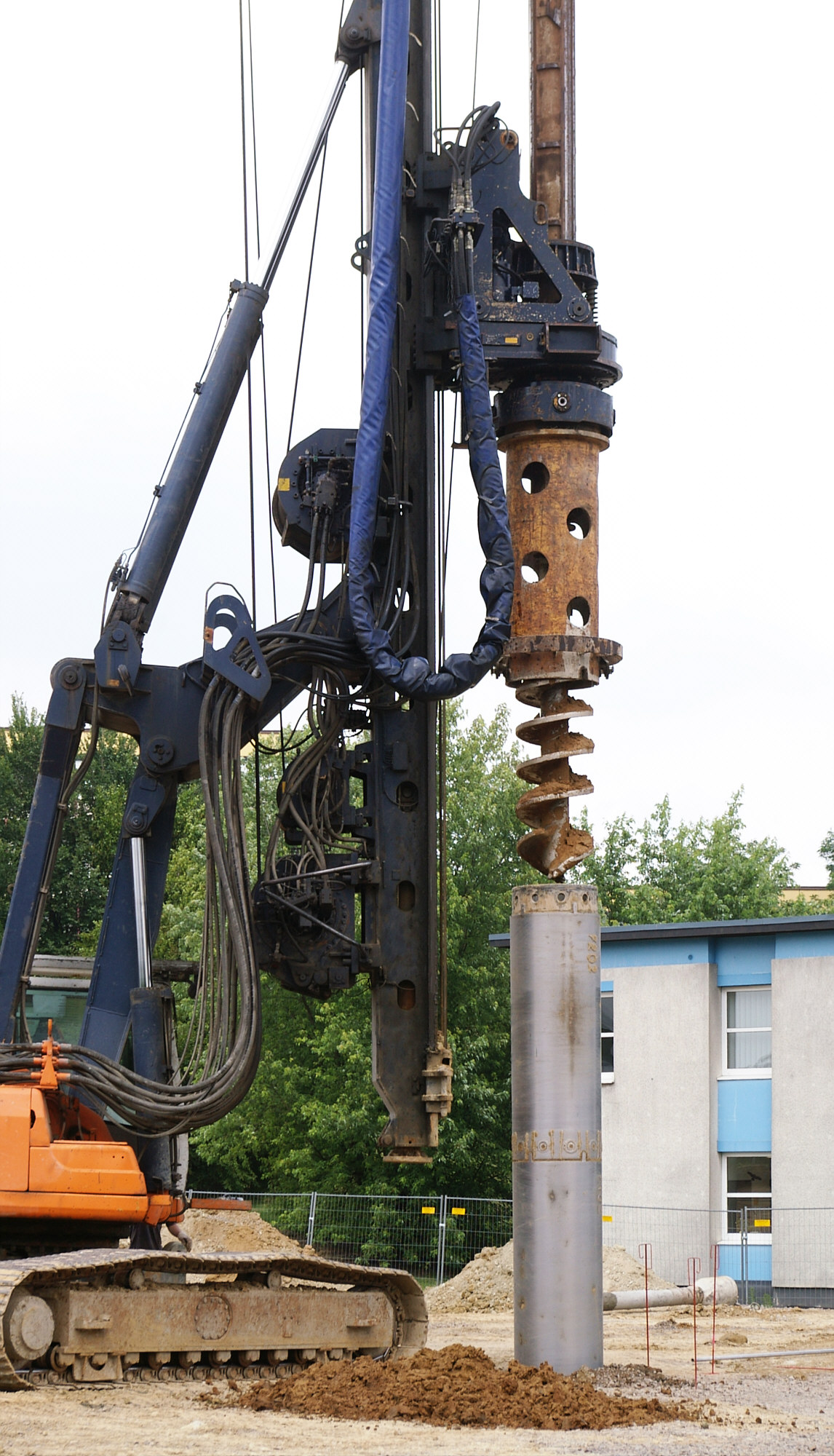
Ansicht des herausgezogenen Bohrers

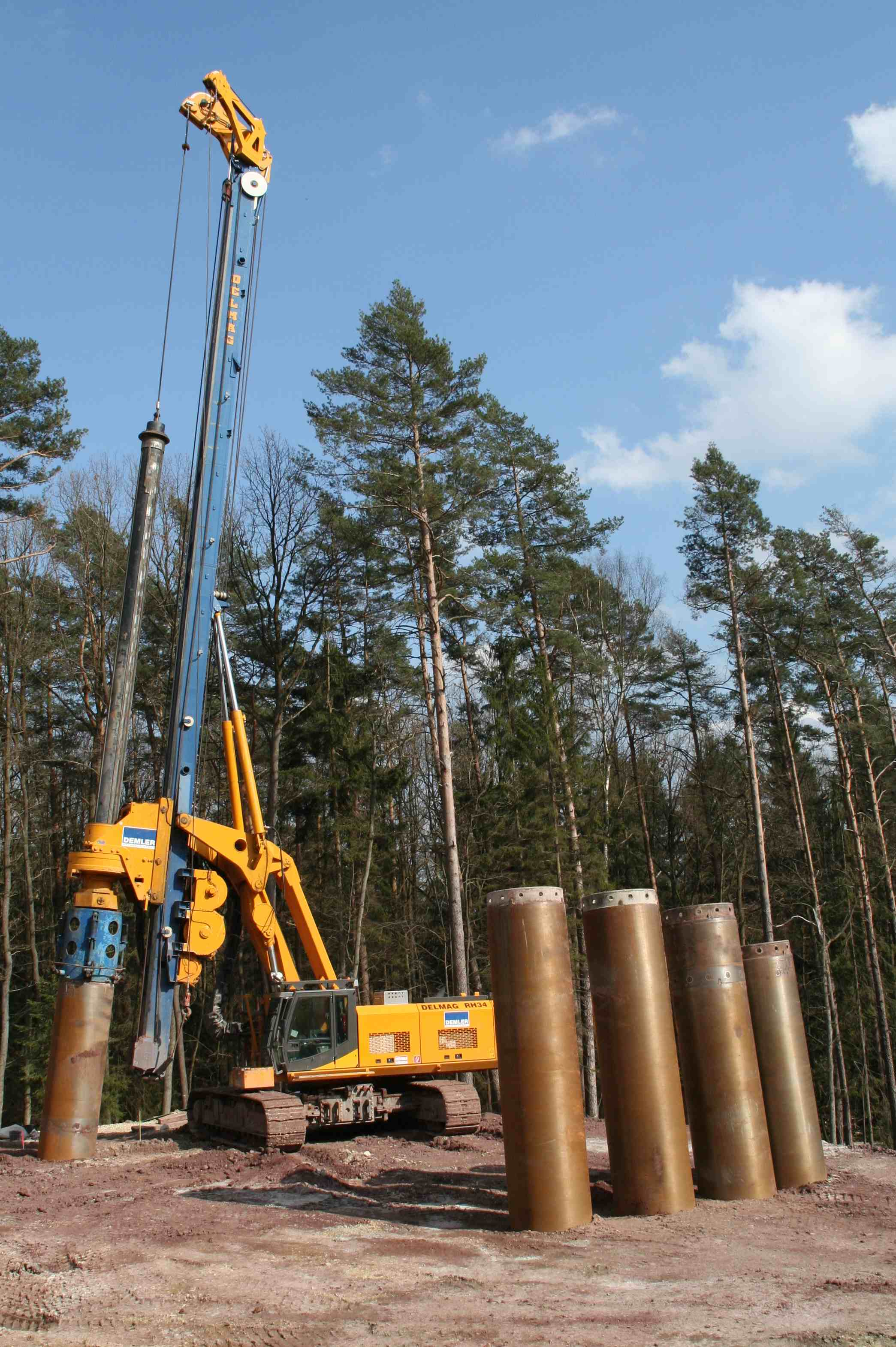
Drehbohrgerät für Bohrpfähle

Pfahlgründungen können je nach Einsatzzweck, Boden- und Umgebungsbedingungen aus verschiedenen Materialien bestehen, bzw. auf verschiedene Weisen hergestellt werden.
Einsatzzweck
Für dauerhafte Bauwerke sind Stahlbetonpfähle insbesondere wegen der Materialkosten vorteilhaft. Stahlpfähle hingegen können bei temporären (Hilfs-)Bauwerken nach ihrer Benutzung wieder aus dem Boden gezogen und wiederverwendet werden.
Bodenbedingungen
Je nachdem wie fest oder locker die vorhandenen Bodenschichten sind, ist es möglich Pfähle einzupressen, einzuspülen, zu schrauben oder zu rammen. Unabhängig von den Bodenbedingungen ist es möglich Pfähle in vorgebohrte Löcher zu stellen oder sie in vorgebohrten Löchern vor Ort zu betonieren.
Umgebungsbedingungen
Das entsprechende Einbauverfahren hängt oft von der Umgebung und deren Bebauung ab. Z. B. ist es oft nicht möglich Pfähle in Innenstädten rammend einzubauen, da die Erschütterungen zu groß sind.

### Stahlpfähle
Stahlpfähle in Form von Rohren werden als Vollverdrängungspfähle bezeichnet, da sie den Boden beim Einbau zur Seite verdrängen. Wird das Stahlrohr nicht gerammt, sondern eingedreht und gedrückt, spricht man von Vollverdrängungs-Bohrpfählen.
Stahlpfähle in Form von Doppel-T-Trägern werden gerne als temporäre Pfähle genutzt, zum Beispiel für Behelfsbrücken und Traggerüste. Sie können nach dem Einsatz wieder gezogen werden. Reicht die Reibung und der zwischen den Flanschen entstehende Druckbogen zum Lastabtrag aus, können diese Pfähle ohne weitere Maßnahmen eingerammt werden. Muss eine höhere Last (auch Zugkräfte) aufgenommen werden, kann ein solcher Träger auch mit Fußverstärkungen versehen werden und nach dem Einrammen verpresst werden („Ramminjektionspfähle“, „RI-Pfähle“).
Im Gegensatz zu gerammten Stahlbetonfertigteilpfählen zeichnen sich gerammte Stahlpfähle durch ihre größere Bruchfestigkeit aus, wenn sie auf Hindernisse, wie z. B. große Steine, treffen. Dadurch ist es möglich Stahlpfähle selbst durch harte Bodenschichten bis auf Fels zu rammen.
Eingesetzt werden gerammte Stahlpfähle gerne auch im Hafenbau und im Offshorebereich. Hier sind die beim Einbau entstehenden Erschütterungen nicht störend.

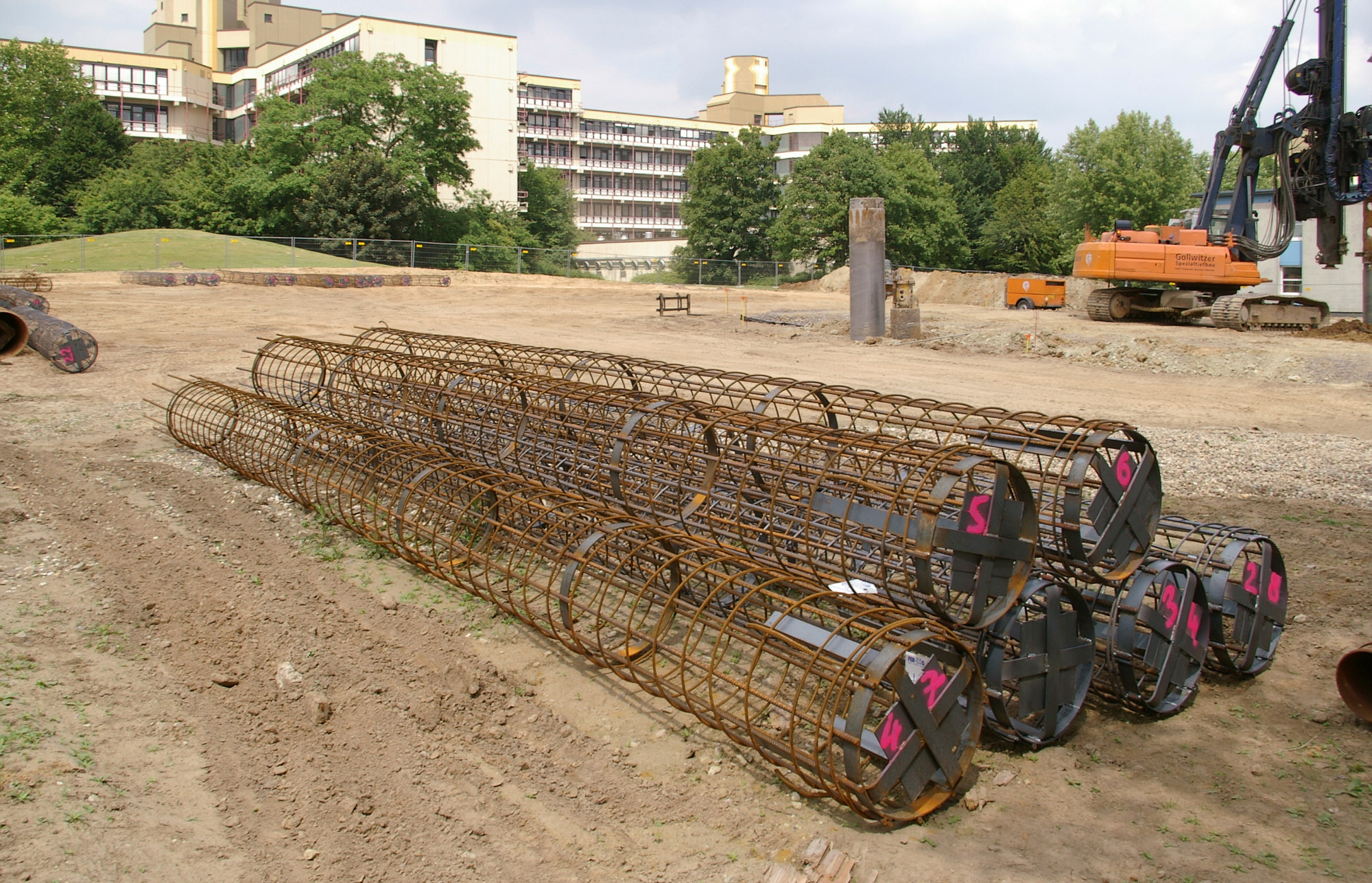
Vorgefertigte Bewehrungskörbe für Großbohrpfähle

#### Duktilpfahl

Bauablauf der Bohrpfahlherstellung

Der Duktilpfahl ist ein Fertigteil-Rammpfahlsystem aus duktilem Gusseisen. Der Pfahl ist für zulässige Gebrauchslasten von 300 kN bis 1100 kN je nach Durchmesser und Wandstärke des Pfahlrohres ausgelegt. Die Pfahlrohre werden im Schleudergussverfahren aus duktilem Gusseisen hergestellt. Das Herzstück des Pfahles ist die Muffe, durch die der Pfahl endlos kuppelbar und in beliebiger Länge hergestellt werden kann. Beim unteren Abschluss des Pfahles, der Pfahlfußplatte, unterscheidet man zwischen zwei Ausführungsmöglichkeiten, dem mörtelverfüllten Pfahl und dem mantelverpressten Pfahl. Der mörtelverfüllte Pfahl wird mit einer Pfahlfußplatte ausgestattet, die das Pfahlrohr dicht abschließt. Der Pfahl wird auf die erforderliche Endtiefe gerammt und anschließend mit Betonmörtel verfüllt. Der Lastabtrag erfolgt hauptsächlich über den Spitzendruck. Beim mantelverpressten Pfahl wird eine Fußplatte verwendet, die größer ist als der Pfahlrohrquerschnitt. Diese erzeugt einen Ringraum, der durch die Verpressung aufgefüllt wird. Dazu wird während der Rammung Mörtelbeton durch das Pfahlrohr zum Pfahlfuß gefördert und bei der Fußplatte in den Boden gepresst, dabei entsteht ein Betonmantel. Der Lastabtrag kann so über die Mantelreibung erfolgen. Die Einzelrohrschüsse werden mit einem Schnellschlaghammer und speziellem Einsteckwerkzeug eingerammt, als Trägergerät eignet sich z. B. ein Hydraulikbagger. Dieses flexible Pfahlsystem ist auch bei beengten und unwegsamen Baufeldern anwendbar wo große Pfahlgeräte nicht arbeiten können. Durch seine vielseitige und wirtschaftliche Einsetzbarkeit bei Kleinbaustellen, Wohnungsbau bis zur Großbaustelle, gewinnt dieses Pfahlsystem in Deutschland immer mehr an Bedeutung.

### Fertigteilpfähle aus Stahlbeton
Weltweit werden aktuell hauptsächlich Fertigbetonrammpfähle aus Stahlbeton oder Spannbeton mit quadratischen Vollquerschnitt zwischen 20 × 20 cm und 45 × 45 cm verwendet, die für die Beanspruchung beim Transport, Einbringung und Bauwerkslasten (Druck, Zug, Biegung) standardmäßig bewehrt oder vorgespannt sind. Weniger häufig sind runde Schleuderbetonpfähle (z. B. in Österreich und der Schweiz), die häufig im inneren hohl sind, so dass nur der bewehrte Betonaußenring zur Lastabtragung zur Verfügung steht.
Die axialen Pfahlwiderstände (Pfahltragfähigkeit) von Stahlbetonfertigpfählen liegen je nach Querschnitt und Untergrundverhältnissen zwischen 0,5 und 2,0 MN.
In Deutschland und im skandinavischen Raum werden Stahlbetonfertigpfähle im Pfahlwerk unter Einhaltung definierter Qualitätskriterien sowie kontinuierlicher externer Kontrollen hergestellt. Aus logistischen, wirtschaftlichen und einbautechnischen Gründen ist die Länge eines Einzelpfahls auf 15 m begrenzt. Für den Einsatz von Pfahllängen >15 m lassen sich Teilstücke durch geprüfte und bauaufsichtlich zugelassene Kupplungen miteinander verbinden und beliebig verlängern, in Schweden wurden auf diese Weise schon Pfahllängen von über 80 m realisiert.
Im innerstädtischen Bereich werden heute kaum noch Rammpfähle verwendet. Die durch die Rammung entstehenden Geräusche und insbesondere Erschütterungen beeinträchtigen die Nutzer der benachbarten Gebäude stark. Auch können durch die Rammung Schäden an Nachbargebäuden entstehen. Als Alternative hierzu hat sich die Bohrpfahlgründung durchgesetzt. Diese Pfähle haben eine etwas geringere Tragfähigkeit, verursachen aber kaum Erschütterungen.
Wie bei allen Pfahlarten erfolgt bei Betonfertigteilpfählen die Abtragung von Lasten über Mantelreibung und Spitzenwiderstand. Dieses Pfahlsystem ist in nahezu jeder Bodenart und jeder Baugrundschichtung anwendbar. Fertigpfähle aus Stahlbeton eignen sich auch zur Anwendung im Grundwasser sowie in weichen oder kontaminierten Bodenschichten. In feste Böden oder auf Fels ist bei Schleuderbetonpfählen grundsätzlich eine Stahlspitze vorzusehen.
Das Einsatzspektrum von Stahlbetonfertigrammpfählen reicht von Einfamilienhäusern über Industrieanlagen bis hin zu großen Infrastrukturprojekten. Eines der wichtigsten Einsatzgebiete stellt inzwischen die Tiefgründung von Windkraftanlagen dar.
In Stahlbetonfertigrammpfähle können auch Injektionsrohre oder Leitungen zur Nutzung von Erdwärme (sogenannte Energiepfähle) integriert werden.

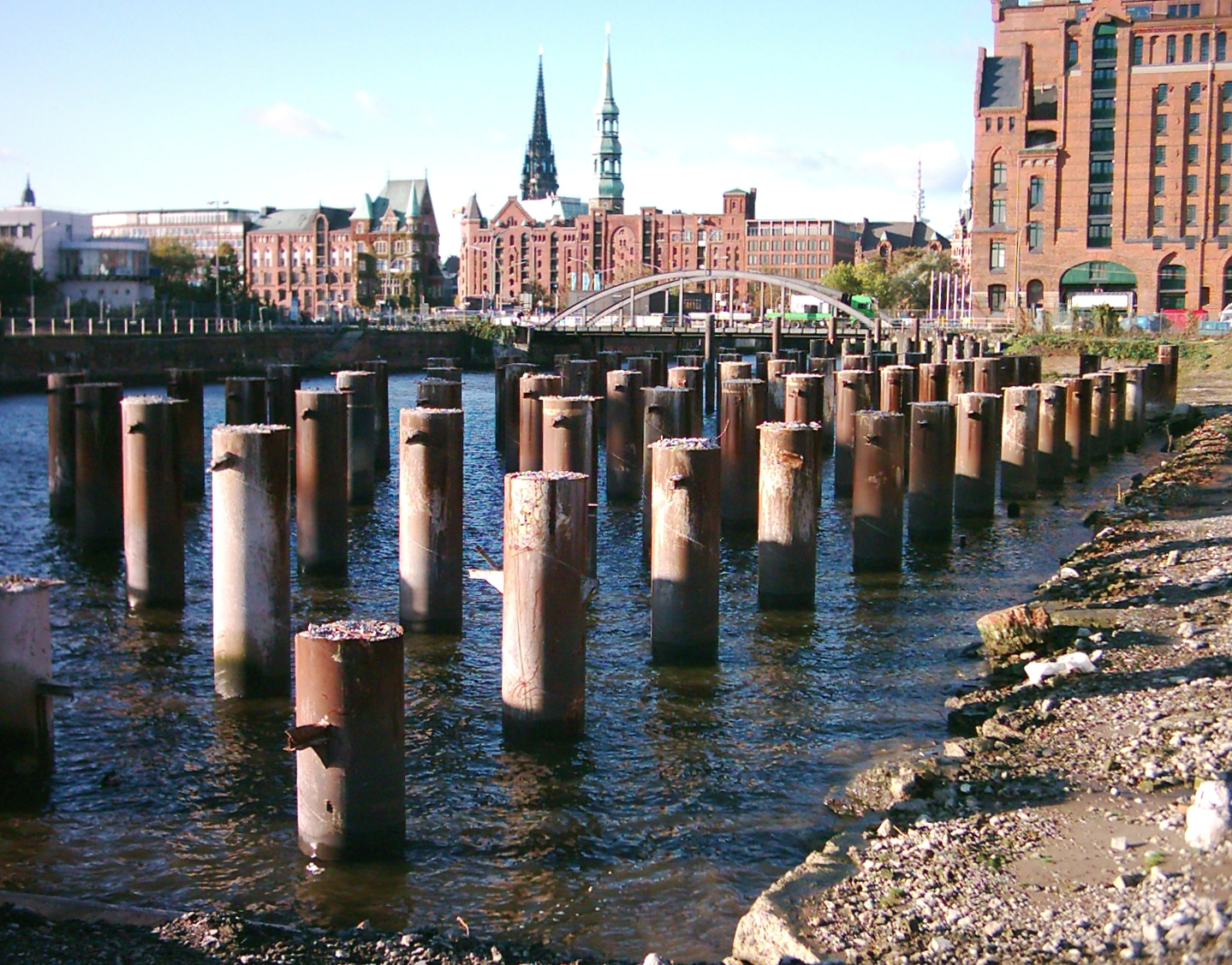
Pfähle für Bauwerke in der HafenCity, Hamburg

### Bohrpfähle, Ortbetonpfähle
Wird der Beton vor Ort eingebracht (heute meist Transportbeton), spricht man von Ortbetonpfählen. Der Durchmesser und die Länge der Pfähle kann jeweils auf die entsprechenden Anforderungen ausgelegt werden.
Insbesondere beim Tragfähigkeitsnachweis müssen Ortbetonpfähle in Groß- und Kleinbohrpfähle („Mikropfähle“) unterschieden werden. Mikropfähle sind im Durchmesser kleiner als 30 cm. Von Großbohrpfählen spricht man entsprechend bei Pfählen mit einem Durchmesser größer gleich 30 cm.
Ein Beispiel für den Einsatz von Ortbetonpfählen ist der Kaispeicher A in Hamburg. Der in den sechziger Jahren errichtete 108 mal 85 Meter große Bau steht im weichen Elbschlick und ist auf 1111 Stahlbetonpfählen gegründet. Entsprechend der vorgesehenen Belastung wurden die Pfähle auf eine Tragkraft von je 160 Tonnen ausgelegt und mit einem Durchmesser von 50 cm ausgeführt. Die Stahlbetonpfähle leiten das Gewicht durch Bodenschichten aus Klei und Torf in stabilere Sandschichten.

#### Herstellung

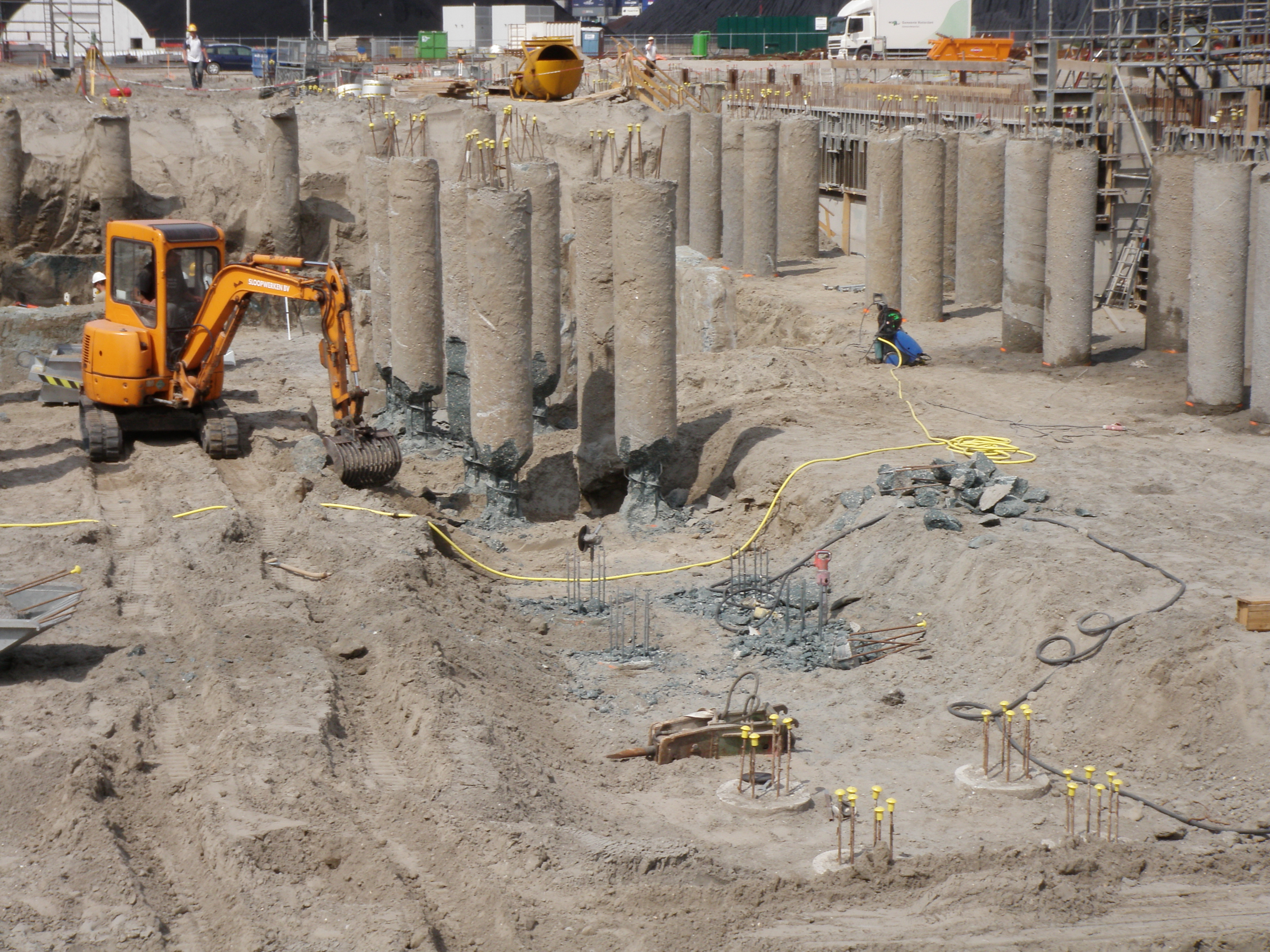
Bohrpfahlgruppe nach Aushub der Baugrube und Ablängen auf das Niveau der Bauwerkssohle

Bei einem Bohrpfahl wird die Erde nicht verdrängt, sondern von der offenen Bohrkrone aufgenommen. Die Erde wird aus dem Inneren des Rohres entfernt, um eine Stahlbewehrung oder Stahltragglied einzubringen und das Rohr mit Ortbeton oder Mörtel verfüllen zu können. Entsprechend dem Betonierfortschritt wird das Stahlrohr mit der Bohrkrone am unteren Ende schrittweise herausgezogen. Eventuell anstehendes oder eindringendes Wasser wird vom schwereren Frischbeton nach oben verdrängt. Diese Art Ortbetonpfahl wird für statisch anspruchsvolle Gründungen wie bei Hochhäusern oder Brücken verwendet. 
Bohrpfähle werden aneinander gereiht, um eine durchgehende Bohrpfahlwand zu erstellen, die dann z. B. als Baugrubensicherung dient.
Ein anderes Verfahren zur Herstellung von Bohrpfählen ist die Schneckenbohrtechnik. Hierbei wird eine hohle endlos-Bohrschnecke in den Boden „gedreht“. Ist die gewünschte Tiefe erreicht, wird Beton durch die hohle Bohrschnecke gepresst und diese damit nach oben gedrückt. Die Stahlbewehrung wird, nachdem die Bohrschnecke und der nach oben beförderte Boden entfernt wurde, in den noch frischen Beton eingerüttelt.
Bei Pressbetonbohrpfählen oder Mörtelverpresspfählen werden nach der Herstellung die Zwischenräume mit Mörtel verpresst, um zusätzlichen Halt zu erzeugen.
Nachdem der Pfahl betoniert wurde und der Beton ausreichend abgebunden hat, wird bei unterkellerten Gebäuden die Baugrube ausgehoben, in der dann die Pfahlköpfe frei liegen. Die Bohrpfahlköpfe werden anschließend in Höhe des vorgesehenen Fundaments bzw. der späteren Bodenplatte aufgestemmt und gekappt. Ist der Pfahl bewehrt, wird ein Teil der Armierung belassen und steht hoch, um beim Betonieren der Bodenplatte und aufstehenden Wände in deren Bewehrung mit einzubinden.
Da sich Frischbeton beim Aufprall nach freiem Fall entmischt, wird im Kontraktorverfahren betoniert, d. h. der Beton wird durch ein Rohr bis unter die Frischbetonoberfläche geleitet. Der durch Vermischung mit dem im Bohrloch anstehenden Wasser verdünnte Beton schwimmt oben auf. Es ist daher vorteilhaft, den dadurch weniger tragfähigen oberen Bereich des Bohrpfahls wieder abzutragen.

## Weitere Pfahlarten
Mikropfähle sind Kleinbohrverpresspfähle mit einem Durchmesser von 30 cm oder weniger nach DIN EN 14199. Sie tragen ihre Last fast ausschließlich über Mantelreibung ab, werden mit Zementsuspension verpresst und sind auch auf beengtem Raum einbringbar, weshalb sie besonders bei Nachgründungen an Bestandsgebäuden eingesetzt werden.

## Pfahlprüfung
Die Pfähle werden je nach Anforderung verschiedenen Tests unterzogen. Die Tests müssen von einem zertifizierten Pfahlprüfer durchgeführt werden. Die derzeit häufigsten Prüfungsverfahren sind:
- Pfahlintegritätsprüfungen
- Dynamische Pfahlprobebelastungen
- Statische Pfahlprobebelastungen

## Manuelles Einschlagen
Ehemals wurden Piloten bei gemeinschaftlicher Arbeit mit händisch geschwungenem Schlägel eingeschlagen, etwa auch zur Fluss- oder Seeuferbefestigung. Dabei hoben und schlugen mehrere Männer, auf einem Podest stehend, mit einem speziellen Schlagwerkzeug mit Griffen rundum gemeinsam auf den vorverankerten Piloten, oder, wie heute noch beim Setzen von Verankerungspfählen für Zirkuszelte, mit jeweils eigenem Werkzeug reihum. Das volkstümliche Pilotenschlager-Lied zeugt vom Rhythmus und der notwendigen Koordination der einander gegenüber stehenden Arbeiter.